# Заболотье (Рыбинский район)
В Ярославской области ещё четыре деревни с таким названием, в Борисоглебском, Некрасовском, Первомайском и Угличском районах.
Заболотье — деревня в Глебовском сельском округе Глебовского сельского поселения Рыбинского района Ярославской области .
Деревня расположена на расстоянии около 2 км к северу от дороги Рыбинск—Глебово. С северо-запада к деревне примыкает мелиорированное болото урочище Волище, служащее истоком текущей на север небольшой реки Белая Юга.До заполнения Рыбинского водохранилища это был левый приток реки Юга. После заполнения водохранилища обе реки впадают рядом в его залив. Деревня стоит на небольшом поле, окруженном лесами. К юго-западу от Заболотья на расстоянии 2 км стоит деревня Селиваново. В юго-восточном направлении на расстоянии около 2 км на дороге Рыбинск—Глебово стоит деревня Мархачево. В северном направлении от Заболотья на расстоянии около 2 км расположено поле, на котором стоят деревни Терентьевская и Погорелка,.
Деревня Заболотье указана на плане Генерального межевания Рыбинского уезда 1792 года.
На 1 января 2007 года в деревне числилось 2 постоянных жителя . Почтовое отделение, расположенное в селе Глебово, обслуживает в деревне Заболотье 10 домов .